# Heteropalpia ugandana
Heteropalpia ugandana är en fjärilsart som beskrevs av Embrik Strand 1917. Heteropalpia ugandana ingår i släktet Heteropalpia och familjen nattflyn. Inga underarter finns listade i Catalogue of Life.